# Ramgarh Cantonment
Ramgarh Cantonment là một thị xã quân sự (cantonment) của quận Hazaribag thuộc bang Jharkhand, Ấn Độ.

## Nhân khẩu
Theo điều tra dân số năm 2001 của Ấn Độ, Ramgarh Cantonment có dân số 73.455 người. Phái nam chiếm 57% tổng số dân và phái nữ chiếm 43%. Ramgarh Cantonment có tỷ lệ 68% biết đọc biết viết, cao hơn tỷ lệ trung bình toàn quốc là 59,5%: tỷ lệ cho phái nam là 76%, và tỷ lệ cho phái nữ là 59%. Tại Ramgarh Cantonment, 14% dân số nhỏ hơn 6 tuổi.